# Мартін Зутер
Ма́ртін Зу́тер (нім. Martin Suter 29 лютого 1948, Цюрих, Швейцарія) — швейцарський письменник, драматург, журналіст і сценарист. Лауреат національних і міжнародних премій.

## Біографія
Мартін Зутер народився у 1948 році в Цюриху. Після закінчення навчання Мартін Зутер був креативним директором престижного рекламного агентства Basler Werbeagentur GGK. Був серед співзасновників рекламного агентства Werbeagentur Stalder & Suter і став президентом Клубу артдиректорів Швейцарії (нім. Art Directors Club Водночас він писав статті для міжнародного науково-популярного журналу Geo.
З 1991 року займається виключно літературною діяльністю. З 1992 до початку 2004 року він редагував щотижневу колонку «Бізнес-клас» у Die Weltwoche, а до квітня 2007 року вів таку ж колонку в Tages-Anzeiger-Magazin. У щомісячному журналі Neue Zürcher Zeitung вів колонку під назвою «Richtig leben mit Geri Weibel».
Уже перший роман Мартіна Зутера, гостросюжетний психологічний трилер «Small World, або Я не забув» (1997), відразу ж став бестселером (російською мовою вийшов у серії «Ілюмінатор» у 2000 році). В основі роману лежить історія двох дітей, які виросли і втратили зв'язок один з одним. Герой страждає старечим недоумством і забуває події, намагаючись підібратися до якоїсь таємниці свого минулого. Він уже давно живе за рахунок коштів багатої сім'ї. Спочатку він вважався другом дитинства одного з них, потім охороняв їх будинок як охоронець. Спогади, які у нього спливають, не вписуються в офіційну історію цього сімейства. За «Small World» Зутер був нагороджений у 1997 році Почесною премією кантону Цюрих, а в 1998 році отримав французьку літературну премію Prix du premier roman étranger. За романом «Small World» у 2010 році було знято фільм французького режисера Брюно Шиша (фр. Bruno Chiche з Жераром Депардьє та Олександрою Марією Лара в головних ролях.
Другий роман — «Темна сторона Місяця». Сорокап'ятирічний адвокат випадково зустрічається на «блошиному ринку» з дівчиною, яка торгує дрібничками з Індії. Ця зустріч перевертає усе його життя, перетворюючи на іншу людину, здатну на невиважені вчинки і навіть на злочин. Роман був екранізований у 2015 році. У головній ролі знявся Юрген Прохнов.
Герой роману «Ідеальний друг» — журналіст, що зробив спробу викрити велику компанію, піддається нападу, отримує удар по голові, з його пам'яті стираються події останніх 50 днів життя. Намагаючись відновити їх, він виявився втягнутим у низку драматичних подій. За романом був знятий у 2005 році художній фільм режисера Франсіса Жіро за участю Кароль Буке і Клода Міллера. За цей роман письменник отримав Deutschen Krimipreis.
Зутер називає свої перші три романи «неврологічної трилогією», тому що головний герой повинен боротися кожен раз із кризою власної ідентичності.
Герой роману «Ліла, Ліла» скромний офіціант, захоплений письменством. Купивши задешево нічний столик, він виявляє в його ящику рукопис автобіографічного роману невідомого автора і вирішує залишити за собою її авторство.
Роман «Кулінар» звертається до теми іммігрантів у Європі. Тамілець змушений емігрувати до Швейцарії через громадянську війну на батьківщині. Їжа, яку він готує, пробуджує в людях сексуальність.
Роман «Міланський чорт» створений у 2006 році. Героїня роману намагається сховатися від своїх проблем після розлучення з чоловіком-банкіром у невеликому санаторії. Хтось грає з нею в небезпечну гру: підсовує книгу з легендою, а потім інсценує її сюжет. За роман письменник був удостоєний Friedrich-Glauser-Preis.

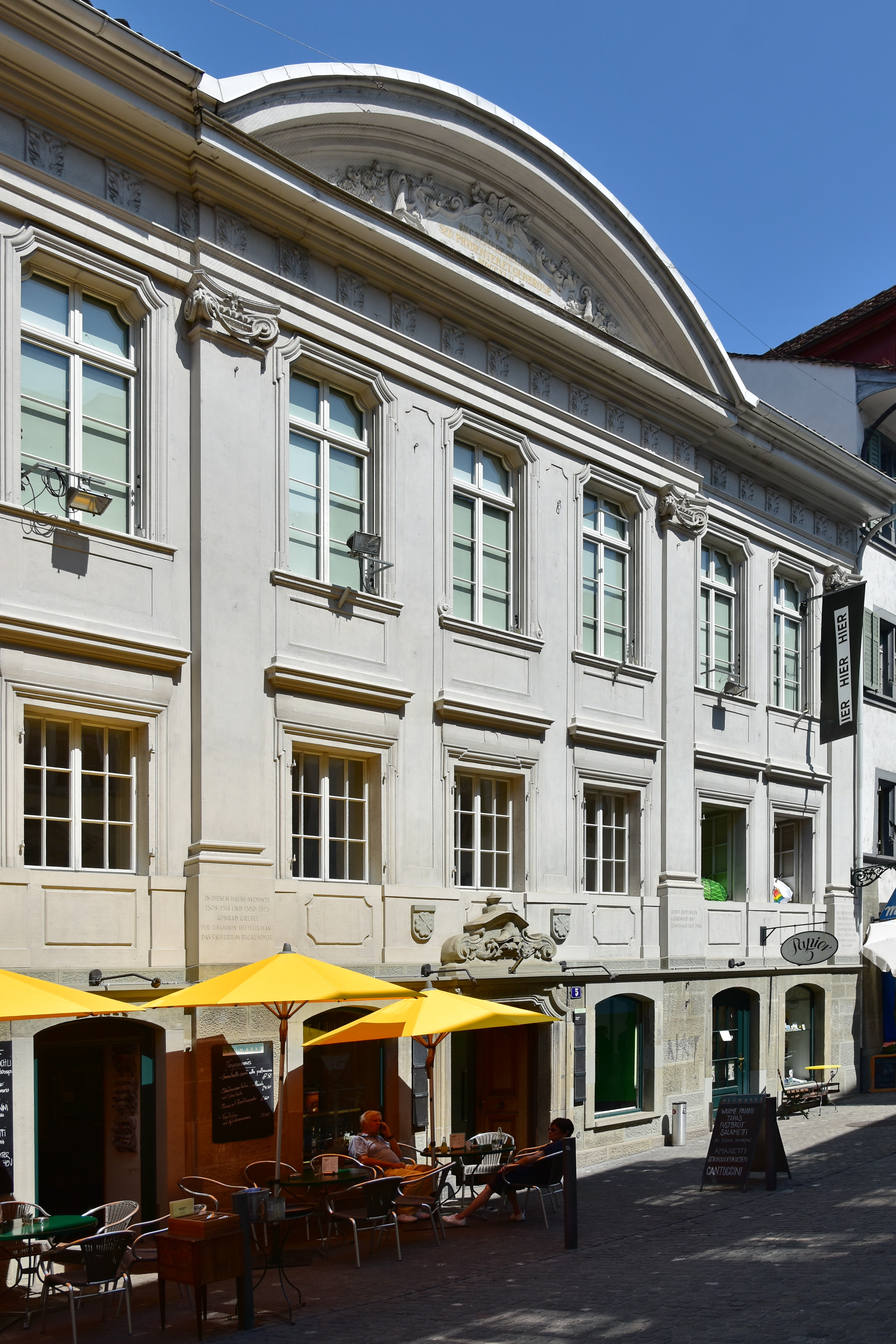
Theater am Neumarkt Zürich

У 2008 році опублікував роман «Останній із Вейнфельдтів». Герой роману — нащадок давнього аристократичного роду не тільки вперше закохався, але й водночас поставив під удар свою репутацію експерта в області живопису. Зв'язок цих двох подій стає основою детективної інтриги.
Після 2010 року романи письменника набувають все більш розважального характеру, детективна інтрига стає самоціллю. Кілька подібних детективних романів письменника об'єднує загальний персонаж. І. Ф. фон Альмен — збіднілий аристократ, здатний на крадіжку і перепродаж антикваріату. У романі «Пригоди чарівного негідника. Альмен і бабки» він проводить ніч у малознайомої жінки і краде у неї одну з дорогих ваз, не уявляючи при цьому, до яких наслідків це призведе. У романі «Альмен і рожевий діамант» Альмен розслідує справу про рожевий діамант, викрадений загадковим росіянином на прізвище Соколов.
Творчість письменника не обмежується прозою, він складає тексти пісень і п'єси для Theater am Neumarkt Zürich («Über den Dingen», 2004, і «Mumien», 2006). У 1987 році швейцарський режисер Даніель Шмід, який став згодом постійним співробітником письменника, зняв за його сценарієм фільм-фентезі «Jenatsch», у 1992 році — фільм «Мертвий сезон», який отримав захоплені відгуки кінокритиків, а в 1999 році також він — фільм-антиутопію «Березіна, або Останні дні Швейцарії». У 2009 році створив сценарій для фільму Крістофа Шауба «Julia's Disappearance» (у головній ролі — Бруно Ганц). Фільм був відзначений призом глядацьких симпатій на фестивалі в Локарно. Сам письменник був номінований на національному фестивалі на нагороду за кращий сценарій.
Більшість романів письменника перекладені на російську мову і неодноразово видавалися. Сьогодні Сутер живе в Цюриху. У нього також є ріад у Марракеші, де він регулярно перебуває. Друга дружина Сутера померла в травні 2023 року у віці 72 років. Сьогодні Сутер живе в Цюриху. У нього також є ріад у Марракеші, де він регулярно буває. Друга дружина Сутера померла у травні 2023 року у віці 72 років.

## Особисте життя
Тривалий час Мартін Зутер жив зі своєю другою дружиною, модельєром і стилістом Margrith Nay Suter, її дочкою і сином, почергово на Ібіці (Балеарські острови, Іспанія) і в містечку Panajachel на озері Атітлан у Гватемалі. У 2009 році його прийомний син-підліток загинув у результаті нещасного випадку у Швейцарії. Наразі письменник повернувся до Швейцарії і постійно проживає в Цюриху.